# Дмитриев, Савелий Тимофеевич
Саве́лий Тимофе́евич Дми́триев (1909 — 25 августа 1950 ) — ефрейтор, командир зенитно-пулемётной установки (ЗПУ; по терминологии того времени — «комплексного пулемёта») 1-го зенитно-пулемётного полка 1-й зенитно-пулемётной дивизии Московского фронта ПВО Главного Управления ПВО Рабоче-Крестьянской Красной Армии, получивший известность тем, что 6 ноября 1942 года обстрелял из винтовки автомобиль, в котором находился народный комиссар внешней торговли Союза ССР А. И. Микоян. Расстрелян по приговору военного трибунала.

## Биография
Савелий Дмитриев родился в 1909 году в Усть-Каменогорске в семье зажиточного крестьянина-старообрядца. Дмитриев окончил только один класс начальной школы. Был женат, имел двоих детей, в годы советской власти вступил в комсомол.

Схема покушения на Микояна

Страница личного дела обвиняемого НКВД СССР Дмитриева Савелия Тимофеевича, совершившего покушение

В начале Великой Отечественной войны был призван в Красную Армию, первоначально служил в 1-м зенитно-пулемётном полку 1-го корпуса ПВО Московской зоны ПВО, расквартированном в городе Москве. Германские самолёты сбрасывали в ходе налётов на город помимо бомб также и пропагандистские листовки, и Дмитриев ознакомился с одной из них. В конце 1941 года он намеревался расстрелять проезжавший по улице Горького (ныне — Тверская улица) кортеж правительственных автомобилей из автомобильной ЗПУ 4М, и лишь вероятность большого числа жертв среди случайных прохожих вынудила его отказаться от этого плана.
В полдень 6 ноября 1942 года Дмитриев, получив винтовку и 45 патронов, заступил на пост в полковом гараже, после чего дезертировал и пошёл на Красную площадь, решив убить кого-либо из членов правительства Союза ССР. Выдав себя за часового комендантского патруля, спустя час он встал на пост у Лобного места и стал выжидать.
В тот день в Большом Кремлёвском дворце должно было состояться торжественное собрание по поводу очередной годовщины Октябрьской революции. За три часа до этого, примерно в 14:55, правительственная автомашина, в которой находился нарком внешней торговли Союза ССР Анастас Иванович Микоян, выехала из Кремля через Спасские ворота в направлении улицы Куйбышева (ныне — Ильинка). Не доезжая до Лобного места, автомобиль снизил скорость и сместился вправо, так как движению мешал извозчик с возом сена, следовавший с Васильевского спуска к Красной площади. Когда автомобиль Микояна поравнялся с Лобным местом, Дмитриев произвёл три выстрела из винтовки. Микоян и остальные находившиеся в машине не пострадали. Из машины охраны, ехавшей следом за машиной Микояна, высадился сотрудник 1-го отдела ГУГБ НКВД СССР Милорадов.
К месту происшествия бросились сотрудники управления коменданта Московского Кремля Вагин, Савин и Стёпин, которые начали перестрелку с Дмитриевым. Вскоре офицер комендатуры Цыба, стоявший на посту у Спасских ворот, бросился к Лобному месту, вооружившись ручными противопехотными гранатами. Он бросил две гранаты, после чего Дмитриев поднял руки и крикнул: «Сдаюсь!»
На следствии Дмитриев говорил, что принял машину Микояна за машину И. В. Сталина. Следствие по делу Дмитриева длилось много лет. Оно пришло к выводу, что в покушении на Микояна отсутствовал заговор контрреволюционных организаций и/или секретных служб нацистской Германии, и что Дмитриев был человеком с нарушенной психикой. В марте 1944 года было подготовлено обвинение, но в военный трибунал дело было передано лишь в 1950 году. 25 августа 1950 года трибунал приговорил Дмитриева к высшей мере наказания — смертной казни через расстрел. Приговор был приведён в исполнение в тот же день.